# Тяньванська АЕС
Тяньванська атомна електростанція (Тяньванська АЕС) розташована в КНР, в містечку Тяньвань (кит.: 田湾) району Ляньюнь міського округу Ляньюньган у провінції Цзянсу, на березі Жовтого моря. Тяньванська АЕС — найбільший об'єкт економічного співробітництва з Росією. В основу спорудження Тяньванської АЕС покладено російський проєкт АЕС-91 з реактором типу ВВЕР-1000. На серпень 2020 року збудовано та введено в експлуатацію чотири енергоблоки, на п'ятому енергоблоці проведено енергопуск, після проходження всіх випробувань енергоблок буде переведено в комерційну експлуатацію. Всього ж генплан цієї АЕС передбачає будівництво 8 енергоблоків.

## Загальна інформація
Спорудження перших двох блоків атомної електростанції «Тяньвань» вела російська компанія «Атомстройекспорт» (ASE) відповідно до російсько-китайської міжурядової угоди, підписаної в 1992 році. На компанію покладено виконання зобов'язань з проєктування, постачання обладнання й матеріалів, монтажних робіт та введення станції в експлуатацію, а також навчання китайського персоналу.
Вартість спорудження першої черги Тяньванської АЕС, перших двох енергоблоків потужністю по 1000 МВт кожен, склала $3 млрд (1,8 млрд євро). Вартість російської участі в спорудженні другої черги (3-й і 4-й блоки) становила 1,228 млрд євро, здешевлення вдалося досягти, зокрема, збільшенням локалізації виробництва з 50 до 70 %.

### Технічні особливості
- реактор ВВЕР-1000
- турбогенераторні установки К-1000-60/3000

Також на АЕС використовується унікальна технологія, яку називають елементом технологій третього покоління — пастка для розплаву активної зони: під корпусом реактора встановлено «пастку» для затримання і розхолоджування розплавленої активної зони. Вона передбачена для того, щоб у разі запроєктної аварії розплавлені паливні і конструкційні матеріали заповнили порожнину «пастки» і не зруйнували основу і фундамент під корпусом і будівлею реактора. Цей пристрій має оригінальні технічні рішення, що не мають аналогів у світовій практиці спорудження АЕС. Його проєкт, розроблений російськими інженерами, успішно пройшов експертизи російських і китайських наглядових органів і схвалений МАГАТЕ.
У спорудженні ТАЕС взяли участь:
- ЗАТ Атомстройекспорт — генеральний підрядник;
- Санкт-Петербурзький інститут «Атоменергопроєкт» — генеральний проєктувальник;
- ВАТ «Атомтехенерго» — головна організація зі введення АЕС в експлуатацію;
- ДКБ «Гідропрес» — розробник реакторної установки;
- РНЦ «Курчатовський інститут» — наукове керівництво проєктом;
- ВАТ «Ижорські заводи» — виробник основного обладнання першого контуру (реактор, корпуси парогенераторів, компенсатор тиску, гідроємності САОЗ, головний циркуляційний трубопровід);
- ВАТ «Силові машини»;
- німецький концерн Siemens — автоматизована система управління АЕС;
- 23-а Китайська будівельна корпорація ядерної промисловості (CNI-23) — будівельні та деякі монтажні роботи;
- ЗіО-Подольськ — основне обладнання реакторного відділення атомної станції (парогенератори);
- ПАТ ЕМСС. Архів оригіналу за 28 листопада 2020. — заготовки для корпусу реактора, парогенератора, головного циркуляційного насоса, головного циркуляційного трубопроводу, колектора і компенсатора тиску, обичайки, фланці, патрубки, днища тощо[6],

а також багато інших підприємств, які виготовляють обладнання для АЕС. До різних робіт залучено понад 150 російських підприємств і організацій, крім того, ряд електротехнічного та освітлювального обладнання, контрольно-вимірювальних приладів, обладнання лабораторій, частину трубопроводів низького тиску і частину трубопровідної арматури виготовили китайськими підприємствами.

## Основні події в історії Тяньванської АЕС

### Перша черга
- 25 грудня 1997 року підписано контракт із ЗАТ «Атомстройекспорт» на будівництво станції.
- 20 грудня 2005 на Тяньванській АЕС відбувся фізичний пуск першого енергоблока.
- 12 травня 2006 генератор першого енергоблока Тяньванської АЕС увімкнено до Національної електричної мережі КНР. На початковому етапі енергоблок працював на 30-відсотковій потужності, яка буде поступово нарощуватися і досягне номінальної до початку 2007 року.
- червень 2007 року — перший енергоблок атомної станції здано замовнику[8].
- 16 серпня 2007 року здано другий енергоблок станції, разом з цим станцію повністю запущено в гарантійну експлуатацію, яка триватиме протягом двох років.

### Друга черга
- 23 березня 2010 року Цзянсуська ядерна енергетична корпорація (JNPC) і ЗАТ «Атомстройекспорт» підписали рамковий контракт на будівництво другої черги Тяньванської АЕС (3-го і 4-го енергоблоків)[9].
- 27 грудня 2012 року відбулася офіційна церемонія початку бетонування фундаменту третього енергоблока. Розпочато спорудження другої черги станції.
- 27 вересня 2013 року пройшла офіційна церемонія початку бетонування фундаменту четвертого енергоблока.
- 28 вересня 2017 року здійснено завершальний етап фізичного пуску реактора № 3 — установку енергоблока виведено на мінімально контрольований рівень потужності[10].
- 30 грудня 2017 року відбувся енергетичний пуск енергоблока № 3[11].
- 6 березня 2018 року генеральний підрядник будівництва АЕС — «Атомстройекспорт», передала енергоблок № 3 замовнику — Цзянсунській ядерної енергетичній корпорації для проходження 24-місячної гарантійної експлуатації[12].
- 25 серпня 2018 року в результаті проведення всіх підготовчих робіт у реактор енергоблока № 4 встановлено першу тепловидільних збірок, що є першим етапом фізичного пуску енергоблока[13].
- 30 вересня 2018 року реакторну установку енергоблока № 4 виведено на мінімально контрольований рівень потужності — завершальний етап фізичного пуску енергоблока.
- 27 жовтня 2018 року відбувся енергетичний пуск енергоблока № 4[1].

### Третя черга
- 27 липня 2020 року відбувся фізичний пуск енергоблока № 5[14].
- 8 серпня 2020 року відбувся енергетичний пуск енергоблока № 5.
- 4 жовтня 2020 року на енергоблоці № 6 завершилися холодні випробування[15][16].

### Четверта черга
- 6 листопада 2018 року «Атомстройекспорт» і Китайська національна ядерна корпорація підписали контракти на проєктування блоків № 7 і № 8[17].
- 7 березня 2019 року Росатом і CNNC підписали контракт на будівництво блоків № 7 і № 8.[18] Передбачуваний початок будівництва — грудень 2020 року.[19]

## Інформація про енергоблоки
| Енергоблок        | Тип реакторів    | Потужність | Потужність | Початок будівництва | Підключення до мережі | Введення в експлуатацію | Закриття |
| Енергоблок        | Тип реакторів    | Чиста      | Брутто     | Початок будівництва | Підключення до мережі | Введення в експлуатацію | Закриття |
| ----------------- | ---------------- | ---------- | ---------- | ------------------- | --------------------- | ----------------------- | -------- |
| Тяньвань-1        | ВВЕР-1000/428    | 990 МВт    | 1060 МВт   | 20.10.1999          | 12.05.2006            | 17.05.2007              |          |
| Тяньвань-2        | ВВЕР-1000/428    | 990 МВт    | 1060 МВт   | 20.09.2000          | 14.05.2007            | 16.08.2007              |          |
| Тяньвань-3        | ВВЕР-1000 / 428М | 1050 МВт   | +1126 МВт  | 27.12.2012          | 30.12.2017            | 14.02.2018              |          |
| Тяньвань-4        | ВВЕР-1000 / 428М | 1050 МВт   | 1 126 МВт  | 27.09.2013          | 27.10.2018            | 22.12.2018              |          |
| Тяньвань-5        | ACPR -1000       | 1000 МВт   | 1118 МВт   | 27.12.2015          | 8.08.2020             | 8.09.2020               |          |
| Тяньвань-6        | ACPR -1000       | 1000 МВт   | 1118 МВт   | 07.09.2016          | 11.05.2021            | 3.06.2021               |          |
| Тяньвань-7 (план) | ВВЕР-1200        | 1150 МВт   | 1200 МВт   | 19.05.2021          |                       |                         |          |
| Тяньвань-8 (план) | ВВЕР-1200        | 1150 МВт   | 1200 МВт   | 25.02.2022          |                       |                         |          |